# Raslavice
Raslavice (in ungherese Raszlavica, in tedesco Rasslawitz) è un comune della Slovacchia facente parte del distretto di Bardejov, nella regione di Prešov.
Il comune comprende i due centri di Nižné Raslavice e Vyšné Raslavice.
Raslavice è famosa in Slovacchia per le sue tradizioni folkloristiche. Ogni anno, la terza settimana di giugno vi si tiene il Festival di dance e di Musiche dello Šariš.

## Storia
Nižné Raslavice è citato per la prima volta nel 1318 (Raslouicha) come centro di colonizzazione magiara in terra slava. Sorto di fronte a Vyšné Raslavice venne chiamato Magyarraszlavic cioè "Raslavice Ungherese" proprio per distinguerla dall'originaria Raslavice, chiamata da allora "Raslavice Slovacca" (Tótraszlavic).
Vyšné Raslavice compare, invece, nei documenti antichi per la prima volta nel 1261 (con il nome Razlo). Ambedue i centri appartennero ai nobili locali Raszlavicy/Raslavický per poi passare nel XIX secolo agli Hedry, Köszeghy e i Winkler.
A Raslavice nacque Benjamin Winkler (1835 – 1915) geologo e cartografo.